# Emiliano Velázquez
Emiliano Daniel Velázquez Maldonado (Montevideo, 30 de abril de 1994) es un futbolista uruguayo. Juega de defensa central y su equipo actual es el Danubio Fútbol Club de la Primera División de Uruguay.

## Trayectoria
Comenzó a jugar al baby fútbol en la Potencia y realizó las categorías infantiles hasta que fue fichado por Danubio para comenzar su etapa juvenil, en la sub-14.
Debutó como profesional el 3 de junio de 2012 en el Nasazzi frente a Bella Vista, el entrenador Daniel "Pecho" Sánchez lo colocó como titular en lo que fue la última fecha del Torneo Clausura pero fue expulsado al minuto 52 y perdieron 2-1. Para el campeonato siguiente se ganó un lugar fijo en la zaga, disputó 24 partidos con su club, todos como titular.
Durante la temporada 2013-14 se afianzó y mostró gran nivel. El 21 de agosto de 2013 tuvo su debut internacional de clubes, enfrentaron a Capiatá por Copa Sudamericana pero fueron derrotados 3-1. Convirtió su primer gol el 31 de agosto, jugaron contra Liverpool y con un cabezazo suyo tanto ganaron 1-2 en Belvedere.
Danubió ganó el Torneo Apertura 2013 en la última fecha. Durante la pretemporada 2014, disputaron 3 copas amistosas, ganaron la Copa Suat en Montevideo y la Copa Multident en Lima, pero perdieron la Copa Banco Ciudad ante San Lorenzo en Buenos Aires.
En el Torneo Clausura quedaron en quinta posición, por lo que tuvieron que jugar contra el ganador del torneo y la tabla anual, Wanderers. Se enfrentaron en un partido semifinal y con una victoria 3-0 forzaron 2 finales. En la primera final empataron sin goles, en la revancha Emiliano fue expulsado a comienzos del segundo tiempo, fue un partido parejo, finalizó 1-1 en tiempo reglamentario, por lo que fueron a prórroga, empataron 2-2 con un gol agónico de Camilo Mayada al minuto 118, tras penales Danubio se coronó campeón uruguayo por cuarta vez en su historia, con Leonardo Ramos como entrenador.
Comenzó el Campeonato 2014-15 con Danubio, no estuvo en la fecha 1 por su tarjeta roja en el último partido oficial, pero jugó los 90 minutos de la fecha 2 del Torneo Apertura, instancia en la que vencieron a Atenas 2-0. El 27 de agosto de 2014 fue fichado por Atlético de Madrid, firmó por cinco temporadas. Dejó el club uruguayo con 59 partidos, 2 goles, un Torneo Apertura y un Campeonato Uruguayo conquistados.
Fue cedido a Getafe para que tenga rodaje en la máxima categoría del fútbol español. Debutó con el conjunto azulón el 28 de septiembre de 2014 en la fecha 6 de La Liga, jugó como titular contra Málaga en el Coliseum Alfonso Pérez y ganaron 1-0. El 21 de diciembre se enfrentó al Granada, iban perdiendo 1-0 pero al minuto 78 el Indio anotó su primer gol en Europa y sentenció el empate 1-1. Finalizaron la temporada 2014-15 de La Liga en decimoquinta posición, a 5 puntos del descenso, disputó 27 partidos, todos como titular, además jugó 5 partidos por Copa del Rey, donde llegaron hasta cuartos de final.
Para la temporada 2015-16 fue cedido nuevamente por el Atlético de Madrid, junto con Bernard Mensah. Fue perdiendo protagonismo debido a las llegadas de Juan Cala y Santiago Vergini, quedó como cuarto central, a pesar de no tener tantas oportunidades jugó 11 partidos y convirtió 3 goles, debido a una lesión se perdió el final de la temporada.
Regresó al Atlético Madrid y realizó la pretemporada a la par del primer equipo. Finalmente el entrenador Simeone le comunicó que no iba a ser considerado. El 20 de agosto de 2016 fue cedido al Sporting Braga para que continúe su progreso en Europa. No recibió tantas oportunidades, además una lesión lo apartó de las canchas unos meses, tuvo su debut internacional europeo el 20 de octubre, por Europa League, fue titular en lo que fue un empate 1-1 frente a Konyaspor. Jugó un total de 11 partidos y convirtió 2 goles con el club portugués.
El 24 de agosto de 2017 fue cedido al Rayo Vallecano para jugar en la Segunda División de España. Tuvo una participación regular, jugó 25 partidos de liga, anotó 2 goles y lograron el ascenso. El 23 de julio de 2018 se hizo oficial su fichaje definitivo por el Rayo, firmó por 3 temporadas.
Tras 129 partidos en Europa regresó a América y firmó con Santos el 30 de agosto de 2021. Jugó 2 temporadas en Brasil, estuvo presente en 27 partidos. En 2022 firmó contrato con Juárez, con el club mexicano fue suplente las primeras fechas, tuvo su oportunidad y jugó de titular los últimos 9 partidos del Apertura, pero salió lesionado y debido a una fractura de peroné se perdió la segunda mitad de la temporada. 
Quedó libre en 2023 y se produjo su regreso a Uruguay, fue fichado por Nacional el 10 de septiembre. Jugó solamente 2 partidos ese año y perdieron en ambos. Durante 2024 tuvo más participación, a mitad de año ganaron el Torneo Intermedio, a fin de año llegaron a la final de la Copa Uruguay, competición donde fue capitán en 2 partidos, fueron derrotados por Defensor Sporting en el partido por el título, jugó un total de 18 partidos en la temporada. No le renovaron su contrato y quedó libre tras 1 año y medio con los tricoloes.
Fue fichado por Danubio el 15 de enero de 2025, regresó a su club formativo tras más de 10 años.

## Selección nacional

### Juveniles
Ha sido internacional con la selección de fútbol de Uruguay en las categorías juveniles sub-15, sub-17 y sub-20.
Debutó con la Celeste el 28 de octubre de 2008, fue con la sub-15 en un amistoso contra Francia, instancia en la que perdieron 2-0. Fue parte del proceso de la categoría y fue confirmado para jugar el Sudamericano Sub-15 de 2009, culminaron en cuarta posición. Disputó 20 partidos y anotó 1 gol con la sub-15.
Continuó su proceso en la selección con la sub-17, fue pieza clave en el equipo como capitán, disputó 39 partidos y convirtió 3 goles. Jugó el Sudamericano y la Copa Mundial Sub-17 de 2011, en ambos torneos lograron la medalla de plata.
Posteriormente fue parte del proceso de la selección sub-20, en el Sudamericano ganaron la medalla de bronce y en la Copa Mundial la de plata.

#### Participaciones en juveniles
| Competición                            | Sede      | Resultado     | Partidos | Goles |
| -------------------------------------- | --------- | ------------- | -------- | ----- |
| Campeonato Sudamericano Sub-15 de 2009 | Bolivia   | Cuarto puesto | 7        | 0     |
| Campeonato Sudamericano Sub-17 de 2011 | Ecuador   | Subcampeón    | 8        | 0     |
| Copa Mundial Sub-17 de 2011            | México    | Subcampeón    | 6        | 0     |
| Campeonato Sudamericano Sub-20 de 2013 | Argentina | Tercer puesto | 8        | 0     |
| Copa Mundial Sub-20 de 2013            | Turquía   | Subcampeón    | 3        | 0     |

### Absoluta
En septiembre de 2013, fue convocado por la selección mayor por primera vez por Óscar Washington Tabárez, formó parte del plantel de cara a las eliminatorias para la Copa Mundial 2015 pero no tuvo minutos.
El 2 de octubre de 2014 fue convocado nuevamente, esta vez para jugar dos partidos amistosos en Asia. Debutó con la selección absoluta el 10 de octubre ante Arabia Saudita, jugó como titular y empataron 1-1.
Fue parte de los jugadores reservados para la Copa América 2015 pero en la lista final no fue incluido.
El 18 de septiembre de 2015 fue reservado para disputar las dos primeras fechas de las eliminatorias para el Mundial de Rusia en 2018 pero no fue confirmado. Para las fechas 3 y 4 sí fue convocado y estuvo en el banco de suplentes en los partidos contra Chile y Ecuador, pero no tuvo minutos.
Al año siguiente, el 16 de marzo de 2016 fue convocado para jugar las fechas 5 y 6 de las eliminatorias. Por una lesión no pudo ser considerado.
En noviembre de 2018 tuvo su última citación, debido a la lesión de Sebastián Coates lo llamaron de noche y tuvo que viajar a Londres al otro día a primera hora. Jugaron 2 amistosos, contra Brasil y Francia, no tuvo minutos y perdieron por la mínima en ambos encuentros.
Durante su paso por la selección compartió plantel con jugadores como Diego Forlán, Luis Suárez, Edinson Cavani, Diego Godín y Rodrigo Bentancur.
| Partidos | Partidos       | Partidos  | Partidos              | Partidos              | Partidos    | Partidos | Partidos    | Partidos | Partidos |
| N.º      | Rival          | Resultado | Fecha                 | Lugar                 | Competencia | Goles    | Asistencias | Cambio   | Ref.     |
| -------- | -------------- | --------- | --------------------- | --------------------- | ----------- | -------- | ----------- | -------- | -------- |
| 1        | Arabia Saudita | 1:1 (0:0) | 10 de octubre de 2014 | Jeddah Arabia Saudita | Amistoso    | -        | -           | -        | 1        |

## Estadísticas

### Clubes
Actualizado al último partido disputado el 18 de abril de 2025.
| Club                        | Div.          | Temporada     | Liga  | Liga  | Liga   | Estatal | Estatal | Estatal | Copas nacionales | Copas nacionales | Copas nacionales | Copas internacionales | Copas internacionales | Copas internacionales | Total | Total | Total  |
| Club                        | Div.          | Temporada     | Part. | Goles | Asist. | Part.   | Goles   | Asist.  | Part.            | Goles            | Asist.           | Part.                 | Goles                 | Asist.                | Part. | Goles | Asist. |
| --------------------------- | ------------- | ------------- | ----- | ----- | ------ | ------- | ------- | ------- | ---------------- | ---------------- | ---------------- | --------------------- | --------------------- | --------------------- | ----- | ----- | ------ |
| Danubio F. C. · Uruguay     | 1.ª           | 2011-12       | 1     | 0     | 0      | —       | —       | —       | —                | —                | —                | 0                     | 0                     | 0                     | 0     | 0     | 0      |
| Danubio F. C. · Uruguay     | 1.ª           | 2012-13       | 24    | 0     | 0      | —       | —       | —       | —                | —                | —                | —                     | —                     | —                     | 24    | 0     | 0      |
| Danubio F. C. · Uruguay     | 1.ª           | 2013-14       | 32    | 2     | 0      | —       | —       | —       | —                | —                | —                | 1                     | 0                     | 0                     | 33    | 2     | 0      |
| Danubio F. C. · Uruguay     | 1.ª           | 2014-15       | 1     | 0     | 0      | —       | —       | —       | —                | —                | —                | —                     | —                     | —                     | 1     | 0     | 0      |
| Danubio F. C. · Uruguay     | Total club    | Total club    | 58    | 2     | 0      | 0       | 0       | 0       | 0                | 0                | 0                | 1                     | 0                     | 0                     | 59    | 2     | 0      |
| Getafe C. F. · España       | 1.ª           | 2014-15       | 27    | 1     | 1      | —       | —       | —       | 4                | 0                | 0                | —                     | —                     | —                     | 31    | 1     | 1      |
| Getafe C. F. · España       | 1.ª           | 2015-16       | 11    | 3     | 1      | —       | —       | —       | -                | -                | -                | —                     | —                     | —                     | 11    | 3     | 1      |
| Getafe C. F. · España       | Total club    | Total club    | 38    | 4     | 2      | 0       | 0       | 0       | 4                | 0                | 0                | 0                     | 0                     | 0                     | 42    | 4     | 2      |
| S. C. Braga Portugal        | 1.ª           | 2016-17       | 6     | 0     | 0      | —       | —       | —       | 3                | 1                | 0                | 2                     | 1                     | 0                     | 11    | 2     | 0      |
| S. C. Braga Portugal        | Total club    | Total club    | 6     | 0     | 0      | 0       | 0       | 0       | 3                | 1                | 0                | 2                     | 1                     | 0                     | 11    | 2     | 0      |
| Rayo Vallecano M. · España  | 2.ª           | 2017-18       | 25    | 2     | 0      | —       | —       | —       | 1                | 0                | 0                | —                     | —                     | —                     | 26    | 2     | 0      |
| Rayo Vallecano M. · España  | 1.ª           | 2018-19       | 18    | 0     | 1      | —       | —       | —       | 2                | 0                | 1                | —                     | —                     | —                     | 20    | 0     | 2      |
| Rayo Vallecano M. · España  | 2.ª           | 2019-20       | 2     | 0     | 0      | —       | —       | —       | -                | -                | -                | —                     | —                     | —                     | 2     | 0     | 0      |
| Rayo Vallecano M. · España  | 2.ª           | 2020-21       | 25    | 0     | 1      | —       | —       | —       | 3                | 0                | 0                | —                     | —                     | —                     | 28    | 0     | 1      |
| Rayo Vallecano M. · España  | Total club    | Total club    | 70    | 2     | 2      | 0       | 0       | 0       | 6                | 0                | 1                | 0                     | 0                     | 0                     | 76    | 2     | 3      |
| Santos F. C. · Brasil       | 1.ª           | 2021          | 10    | 0     | 0      | -       | -       | -       | -                | -                | -                | -                     | -                     | -                     | 10    | 0     | 0      |
| Santos F. C. · Brasil       | 1.ª           | 2022          | 9     | 0     | 0      | 4       | 0       | 0       | 1                | 0                | 0                | 3                     | 0                     | 0                     | 17    | 0     | 0      |
| Santos F. C. · Brasil       | Total club    | Total club    | 19    | 0     | 0      | 4       | 0       | 0       | 1                | 0                | 0                | 3                     | 0                     | 0                     | 27    | 0     | 0      |
| F. C. Juárez · México       | 1.ª           | 2022-23       | 9     | 0     | 0      | —       | —       | —       | -                | -                | -                | —                     | —                     | —                     | 9     | 0     | 0      |
| F. C. Juárez · México       | Total club    | Total club    | 9     | 0     | 0      | 0       | 0       | 0       | 0                | 0                | 0                | 0                     | 0                     | 0                     | 9     | 0     | 0      |
| C. Nacional de F. · Uruguay | 1.ª           | 2023          | 2     | 0     | 0      | —       | —       | —       | 0                | 0                | 0                | -                     | -                     | -                     | 2     | 0     | 0      |
| C. Nacional de F. · Uruguay | 1.ª           | 2024          | 12    | 0     | 0      | —       | —       | —       | 5                | 1                | 0                | 1                     | 0                     | 0                     | 18    | 1     | 0      |
| C. Nacional de F. · Uruguay | Total club    | Total club    | 14    | 0     | 0      | 0       | 0       | 0       | 5                | 1                | 0                | 1                     | 0                     | 0                     | 20    | 1     | 0      |
| Danubio F. C. · Uruguay     | 1.ª           | 2025          | 8     | 1     | 0      | —       | —       | —       | -                | -                | -                | 1                     | 0                     | 0                     | 9     | 1     | 0      |
| Danubio F. C. · Uruguay     | Total club    | Total club    | 66    | 3     | 0      | 0       | 0       | 0       | 0                | 0                | 0                | 2                     | 0                     | 0                     | 68    | 3     | 0      |
| Total carrera               | Total carrera | Total carrera | 222   | 9     | 4      | 4       | 0       | 0       | 19               | 2                | 1                | 8                     | 1                     | 0                     | 253   | 12    | 5      |
| 1. 2.                       |               |               |       |       |        |         |         |         |                  |                  |                  |                       |                       |                       |       |       |        |

### Selección
Actualizado al último partido disputado el 20 de noviembre de 2018.
| Selección          | Temporada         | Continental | Continental | Continental | Mundial | Mundial | Mundial | Amistosos | Amistosos | Amistosos | Total | Total | Total  |
| Selección          | Temporada         | Part.       | Goles       | Asist.      | Part.   | Goles   | Asist.  | Part.     | Goles     | Asist.    | Part. | Goles | Asist. |
| ------------------ | ----------------- | ----------- | ----------- | ----------- | ------- | ------- | ------- | --------- | --------- | --------- | ----- | ----- | ------ |
| Absoluta · Uruguay | 2014              | -           | -           | -           | —       | —       | —       | 1         | 0         | 0         | 1     | 0     | 0      |
| Absoluta · Uruguay | 2015              | 0           | 0           | 0           | -       | -       | -       | 0         | 0         | 0         | 0     | 0     | 0      |
| Absoluta · Uruguay | 2018              | -           | -           | -           | —       | —       | —       | 0         | 0         | 0         | 0     | 0     | 0      |
| Absoluta · Uruguay | Total sel.        | 0           | 0           | 0           | 0       | 0       | 0       | 1         | 0         | 0         | 1     | 0     | 0      |
| Total selecciones  | Total selecciones | 0           | 0           | 0           | 0       | 0       | 0       | 1         | 0         | 0         | 1     | 0     | 0      |
| 1. 2.              |                   |             |             |             |         |         |         |           |           |           |       |       |        |

## Palmarés

### Títulos nacionales
| Título                     | Club                     | País    | Año  |
| -------------------------- | ------------------------ | ------- | ---- |
| Torneo Apertura            | Danubio F. C.            | Uruguay | 2013 |
| Campeonato Uruguayo        | Danubio F. C.            | Uruguay | 2014 |
| Segunda División de España | Rayo Vallecano de Madrid | España  | 2018 |
| Torneo Intermedio          | C. Nacional de F.        | Uruguay | 2024 |

### Distinciones individuales
| Distinción                                                 | Año  |
| ---------------------------------------------------------- | ---- |
| Fútbolx100 – Equipo ideal del año del Campeonato Uruguayo  | 2014 |
| Fútbolx100 – Mejor defensa del año del Campeonato Uruguayo | 2014 |